# 레일라 오타디
레일라 오타디(페르시아어: لیلا اوتادی, 영어: Leila Otadi, 1983년 8월 5일 ~ )는 이란의 배우, 모델, 시인이다.